# Direktoratet for samfunnssikkerhet og beredskap
 Direktoratet for samfunnssikkerhet og beredskap är Norges krishanteringsmyndighet. Det ansvarar också för Sivilfosvaret. Den har huvudkontor i Tønsberg.
Direktoratet for samfunnssikkerhet og beredskap bildades 2003. Det är organiserat i 20 sivilforsvarsdistrikt, har tre skolor och fem regionkontorer Direktoratet har omkring 600 anställda, varav omkring 240 vid huvudkontoret i Tønsberg.

## Historik
Sprengstoffinspeksjonen, som etablerats 1917, sammanslogs 1984 med Statens branninspeksjon, som grundats 1972, till Direktoratet for brann- og eksplosjonsvern. Denna sammanslogs 2002  med Produkt- og elektrisitetstilsynet till Direktoratet for brann- og elsikkerhet, vilken 2003 slogs samman med Direktoratet for sivilt beredskap, som grundats 1970, till Direktoratet for samfunnssikkerhet og beredskap. Direktoratet for sivilt beredskap (1970–2003) var ett resultat av en sammanslagning av bland andra Direktoratet for økonomisk forsvarsberedskap, etablerat 1949, Krigsøkonomikontoret och Sivilforsvarets centrala ledning, grundad 1947.
I mars 2017 övertog Direktoratet for samfunnssikkerhet og beredskap också de uppgifter som tidigare legat på Direktoratet for nødkommunikasjon, vilket lades ned.